# Kongo-Brazzaville
Republiken Kongo var också namnet på nuvarande Demokratiska republiken Kongo (också benämnd Kongo-Kinshasa) mellan 1960 och 1966, se Kongo-Léopoldville.
Republiken Kongo, ofta kallad Kongo-Brazzaville, är en stat i centrala Afrika. Folkrepubliken Kongo var det officiella namnet på landet under åren 1969–1991. Landet har Atlantkust och gränsar till Angola, Gabon, Kamerun, Centralafrikanska republiken och Kongo-Kinshasa. Kongo-Brazzaville är en av Afrikas största petroleumproducenter. Landet kallas för Kongo-Brazzaville på svenska för att kunna särskilja landet från det närliggande landet Demokratiska republiken Kongo som på svenska för särskiljandets skull kallas för Kongo-Kinshasa.
Motorfordon från Kongo-Brazzaville bär nationalitetsmärket RCB.

## Historia
Redan på 1400-talet kom de första portugiserna till området kring Kongofloden och så småningom också franska upptäckare och handelsmän. I början av 1600-talet fick fransmännen övertaget och upprättade stationer för handel med slavar och elfenben. Stora delar av området utforskades av franska upptäckare på 1870-talet, och på en konferens i Berlin 1885 erkändes Frankrikes krav på området. Territoriet kallades först för Franska Kongo, senare Mellersta Kongo eller Centralkongo; 1910 sammanslogs det med andra områden till Franska Ekvatorialafrika, som 1956 fick inre självstyre.
Republiken Kongo, vars östgräns utgörs av Kongofloden, blev självständig 1960 – samma år som grannstaten i öster, Demokratiska republiken Kongo (en tid kallad Zaire och dessförinnan Belgiska Kongo). De två Kongostaterna har ofta legat i fejd med varandra.
Alphonse Massamba-Débat tillträdde som president 1963 och grundade 1964 ett marxist-leninistiskt parti. Landet fungerade efter stalinistiska principer med femårsplaner och förstatligande av jordbruk och industri. 1968 grep generalen Marien Ngouabi makten och fullföljde den kommunistiska politiken, dock genom ett eget kommunistparti, Kongolesiska arbetarpartiet (PCT). Ngouabi mördades 1977, makten övertogs av ett militärråd med Joachim Yhombi-Opango som president. Han avgick 1979 efter en konflikt med arbetarpartiet, som motsatte sig tendenser till en mer västvänlig politik. Efterträdare blev den klart vänsterorienterande Denis Sassou-Nguesso.
1992 förlorade Sassou-Nguesso makten till Pascal Lissouba. Oppositionspartier tilläts, och landet fick sitt nuvarande namn, men oroligheter och tidvis inbördeskrig har omöjliggjort någon verklig demokrati, varför PCT fortsätter att hålla ett starkt grepp om makten. Efter ett kortare inbördeskrig 1997 återinsattes den sovjettrogne generalen Sassou-Nguesso på presidentposten. Detta inledde en period av etniska oroligheter som slutade med en fredsöverenskommelse i mars 2003.

## Geografi

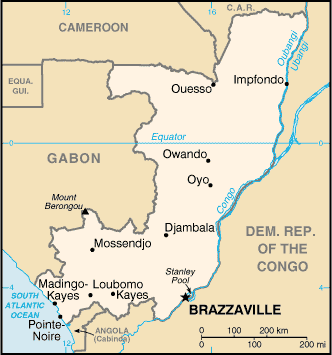
Karta över Kongo-Brazzaville

Kongo-Brazzaville ligger i den centrala, västliga delen av Afrika söder om Sahara, vid ekvatorn. Mot öst avgränsas landet av Kongofloden och dess biflod Ubangifloden. På den andra sidan av dessa floder ligger Demokratiska Republiken Kongo DRK (Kongo-Kinshasa). Landet har också gräns mot Gabon i väst, Kamerun och Centralafrikanska republiken i norr och den angolesiska exklaven Cabinda i sydväst. Landet har även en kort kustlinje mot Atlanten. Den sydvästliga delen av landet består av kustslätt.
Landets huvudstad, Brazzaville, ligger i den södra delen av landet, vid Kongofloden, mittemot Kinshasa, huvudstaden i DRK.

### Klimat
Klimatet är tropiskt med en regntid från mars till juni, då det kan förekomma översvämningar.

### Miljöproblem
Några av Kongo-Brazzavilles miljöproblem är luftföroreningar orsakade av trafiken och vattenföroreningar på grund av utsläpp av orenat avloppsvatten.

## Styre och politik

### Författning och styre
Kongo har en författning som ger presidenten, som väljs för sjuårsperioder, stor makt. Presidenten kan endast återväljas en gång men har makt att utse bland annat ministrar, högre militära befäl och andra höga myndighetspersoner. Kongo har en nationalförsamling med 137 ledamöter som väljs för fem år i allmänna val och en senat med 66 ledamöter som utses för sex år av lokala myndigheter.

### Administrativ indelning
Kongo-Brazzaville är indelat i två stadsdepartement, Brazzaville och Pointe-Noire, och tio övriga departement (franska: départements): Bouenza, Cuvette, Cuvette-Ouest, Kouilou, Lékoumou, Likouala, Niari, Plateaux, Pool och Sangha.

### Politiska partier
- De demokratiska och patriotiska styrkorna (FDP), president Denis Sassou-Nguessos parti
- Alternativ demokratisk samling
- Kongolesiska arbetarpartiet (PCT)
- Liberala republikanska partiet
- Nationella förbundet för demokrati och utveckling
- Patriotiska förbundet för nationell återuppbyggnad
- Unionen för nationell förnyelse
- Kongolesiska rörelsen för demokrati och helhetsutveckling (MCDDI)
- Panafrikanska förbundet för social utveckling (UPADS)
- Samling för demokrati och social utveckling (RDPS)
- Republikansk och demokratisk samling (RDR)
- Unionen för demokrati och republik (UDR)
- De demokratiska krafternas förbund (UFD)

### Internationella relationer
Kongo är medlem i Förenta nationerna och i de flesta av dess fackorgan, inklusive Världsbanken. Landet är även medlem i bland andra Afrikanska unionen och Cotonouavtalet.

## Ekonomi och infrastruktur
Kongos ekonomi har genomgått stora förändringar sedan självständigheten 1960, då landet började utvinna petroleum. Speciellt från 1980-talet och framåt har detta resulterat i stora intäkter, men även en stor osäkerhet på grund av de stora svängningarna i oljepriset på världsmarknaden. Då även jordbrukets betydelse har minskat, har Kongo blivit ännu mera beroende av oljan och dess marknadspris. Parallellt med utvecklingen av olje- och tjänstesektorn har Kongo haft en högre grad av urbanisering än de flesta afrikanska länder, med lägre sysselsättning och jordbruksproduktion som följd. Kongo har stora skogar och timmer var den viktigaste exportvaran till 1973, då oljan tog över positionen. Tack vare oljeinkomster var Kongo länge en av de ekonomiskt mest välbärgade länderna i tropiska Afrika, men inbördeskriget på 1990-talet orsakade landet stora skador, särskilt i huvudstaden och vad gäller infrastrukturen. Kriget påverkade endast i mindre grad den viktiga oljeindustrin. Som ett resultat av kriget hade Kongo, som normalt hade ett handelsöverskott, ackumulerat en betydande utlandsskuld, men fick särskilda lån från Internationella valutafonden. Trots statens stora inkomster, bidrog en nedgång i oljepriserna under 1980-talet och slutet av 1990-talet samt inbördeskriget under andra halvan av 1990-talet till stora sociala problem, där ungefär 70 % av befolkningen lever under fattigdomsgränsen. På 1980-talet var Kongo rankat som ett medelinkomstland. Kongo har sedan självständigheten genomgått stora politiska och ideologiska förändringar, vilket också har påverkat den ekonomiska utvecklingen. Från starkt statligt engagemang i ekonomin på 1960-talet har ett ökat deltagande från den privata sektorn uppmuntrats från slutet av 1970-talet, särskilt inom oljesektorn. En omfattande ekonomisk omstrukturering ägde rum till följd av en 50 % devalvering av CFA-francen, knuten till den franska francen, 1994. Privatiseringen av statliga företag var en del av denna politik, men omstruktureringsprogrammen avstannade på grund av det inbördeskrig som bröt ut 1997. Tack vare Kongos geografiska läge i Centralafrika – Brazzaville hade tidigare ställning som huvudstad i Franska Ekvatorialafrika – är landet också en knutpunkt för handel och kommunikation, men förstörelse av infrastruktur under kriget har drabbat också den sektorn. Oljesektorn står normalt för mer än hälften av BNP, beroende på priset på råolja. En tredjedel av befolkningen är sysselsatt inom jordbruket, vars bidrag till BNP dock är litet.
Efter kriget uttryckte regeringen sin vilja att fortsätta utveckla ekonomin, men sjunkande oljepriser och ytterligare väpnade konflikter bromsar utvecklingen.

### Näringsliv

#### Energi och råvaror
All elektricitet produceras av vattenkraft, vilket är positivt för miljön. Landet har rika naturtillgångar som petroleum, timmer, bly, zink, uran, koppar, fosfat, naturgas och vattenkraft.

## Befolkning

### Demografi
Folkmängden i Kongo-Brazzaville beräknades 2005 till 3 039 100 personer. Höga födelsetal har i kombination med en sjunkande dödlighet lett till en ökad befolkningstillväxt. Befolkningstillväxten var under perioden 1993–2003 i genomsnitt 3,1 % per år. 37 % av befolkningen är under 15 år och 3,7 % är 65 år eller äldre. Spädbarnsdödligheten var 2010 omkring 8 %.

#### Urbanisering
Landet är relativt glest befolkat, 70 % av befolkningen är koncentrerad till den sydvästra delen av landet. Sedan slutet av 1960-talet har det funnits en stark tillströmning till städerna. År 2001 bodde över två tredjedelar av befolkningen i städerna. De största städerna är huvudstaden Brazzaville med 1,2 miljoner invånare och hamnstaden Pointe-Noire med 663 400 invånare (2005).

#### Minoriteter
Omkring hälften av Kongos invånare tillhör kongofolken, som huvudsakligen lever i de sydliga och sydvästliga delarna av landet. De mest kända grupperna är vili, yombe och solongo. 20 % av befolkningen är sangu (i norr) och 17 % är teke-folk (i sydost). Vidare är 16 % ubangispråkiga folk, och som till största delen lever i norr. Spridda i små lägergrupper i skogsområdena lever olika pygmégrupper. Deras nomadiska vandringar över riksgränserna, men även växlande kvalitet på statistiken, gör att uppskattningar av folkmängden är osäker. I städerna har det tidigare även bott en del européer, cirka 8 500 före utbrottet av inbördeskriget 1997.

### Språk
Franska är officiellt språk. De flesta lokala etniska grupper talar olika bantuspråk, bland annat kikongo och teke. Även handelsspråken lingala och monokutuba är utbredda, det förstnämnda talas norr om Brazzaville, det senare mellan huvudstaden och kusten.

### Religion
Cirka 85 % av befolkningen är kristna, utöver den katolska kyrkan (cirka 50 %) finns två protestantiska (cirka 22 %) och två självständiga afrikanska kyrkor (cirka 13 %). Det finns även anhängare av traditionella religioner och av islam.

### Hälsa
Hiv och aids är ett stort hälsoproblem och 2000 var 4,2 % av den vuxna befolkningen smittad. Andelen smittade hade minskat till 3,5 procent till 2010 men ökade till 4 procent 2020.

## Kultur

### Konstarter

#### Bildkonst
Konsten i Kongo är särskilt känd för sina fetischer, men också för begravningsskulptur i sten och keramik, samt masker och regalier i trä, metall och elfenben. I stadsdelen Poto-Poto i Brazzaville finns en skola för modern afrikansk konst.

## Internationella rankningar
| Organisation                                | Undersökning                   | Rankning   |
| ------------------------------------------- | ------------------------------ | ---------- |
| Heritage Foundation/The Wall Street Journal | Index of Economic Freedom 2019 | 176 av 180 |
| World Bank Group                            | Doing Business Report 2019     | 180 av 190 |
| The Economist                               | Democracy Index 2018           | 165 av 167 |
| Reportrar utan gränser                      | Pressfrihetsindex 2019         | 117 av 180 |
| Transparency International                  | Korruptionsindex 2018          | 165 av 180 |
| FN:s utvecklingsprogram                     | Human Development Index 2018   | 138 av 180 |